# Панайот Костов (революционер)
Панайот (Панчо, Пане) Радев Костов е български революционер, деец на Вътрешната македоно-одринска революционна организация.

## Биография
Пане Костев е роден в 1886 година във Велес, тогава в Османската империя, днес в Северна Македония. Влиза във ВМОРО, през 1906 година е четник при Йордан Спасов.
През Балканската война е доброволец в Македоно-одринското опълчение, в 1-ва рота на 5-а Одринска дружина. Награден е с бронзов медал.
През Първата световна война е в редиците на 10-а рота на допълняющ македонски полк на Българската армия. Умира през 1918 година в местна военна болница в Плевен.